# 高山芝麻蝸牛
高山芝麻蝸牛（学名：Diplommatina tayalis）为芝麻蝸牛科芝麻蝸牛屬下的一个种。該物種主要分布於臺灣中部、西部的桃園、新竹、苗栗、南投等地區。